# Попов, Пётр Михайлович (инженер)
Пётр Михайлович Попо́в (1906—1973) — советский конструктор зенитных комплексов. Лауреат Сталинской премии первой степени.

## Биография
Родился 16 (29) января 1906 года в станице Усть-Медведицкая (ныне город Серафимович, Волгоградская область).
В 1916 году его отца педагога Михаила Петровича Попова (1874—1954) назначили директором гимназии в городе Новоржеве Псковской губернии. Там осенью того же года Пётр поступил в первый класс Высшего начального училища (а его брат Маркиан — в третий).
В 1925 году окончил Новоржевскую школу второй ступени и, как и его старший брат Маркиан, решил связать свою жизнь с армией.
Окончил Артиллерийскую школу (1927), Бронетанковые курсы усовершенствования комсостава (1936), Артиллерийскую академию РККА имени Ф. Э. Дзержинского (1937).
Начальник управления вооружения зенитной артиллерии (1953—1956), первый начальник Инженерного факультета № 2 автоматизированных систем управления войсками и оружием ВИА имени Ф. Э. Дзержинского (1959—1966).
Умер 28 марта 1973 года. Похоронен в Москве в колумбарии Новодевичьего кладбища.

## Награды и премии
- Сталинская премия первой степени (1948) — за создание нового образца пушки
- орден Ленина (1949)
- два ордена Красного Знамени (1944, 1953)
- орден Отечественной войны I степени (1945)
- орден Красной Звезды (1944)
- медали